# Ocna Șugatag, Maramureș
Ocna Șugatag (în maghiară Aknasugatag, colocvial Șugatag) este satul de reședință al comunei cu același nume din județul Maramureș, Transilvania, România.

## Etimologie
Etimologia numelui localității: Din Ocna (< subst. ocnă „mină; salină" < sl. okno „fereastră" < sl. oko „ochi") + Șugatag (< magh. sóvágó „tăietor de sare”). 

## Istoric
Exploatări de sare cunoscute din antichitate sunt și cele de la Ocna Șugatag.
Localitatea Ocna Sugatag a fost atestată documentar în anul 1355 (fodinae salium). , iar celelalte localități (Breb, Hoteni, Sat-Șugatag) în 1360, istoria lor fiind strâns legată de exploatarea sării. În documentul din 1355 se pomenește de existența, în marginea dinspre Ocna Șugatag a satului Giulești, a unui drum care ducea la ocnele de sare, folosite de maramureșenii care veneau aici să se aprovizioneze cu sare. Descoperirile arheologice, precum și alte documente istorice, atestă că populația zonei exploata sarea din vremuri străvechi.
Până în 1948 localitatea Ocna Șugatag a fost sub aspect administrativ centru de plasă, cunoscând o reală dezvoltare economică si socială.

## Așezare geografică
Localitatea Ocna Șugatag este situată în Depresiunea Maramureș, la poalele munților Țibleș și Gutin (munți tineri vulcanici), pe DN 18 Baia Mare - Ocna Șugatag, la o distanță de 20 km de municipiul Sighet și la o altitudine de 490 m.

## Date geologice
Microrelieful vechilor suprafețe cu exploatări de sare, cu numeroase excavații sau surpări, ocupate azi de bălți, mlaștini sau cu vegetație halofită, prezente în sărăturile de la Ocna Șugatag certifică exploatarea antică, la suprafață, a sării în excavații cu diametre cuprinse între 4-15 m, respectiv cu adâncimi de până la 10 m.
Rezultatele recentului studiu geologic și geotehnic întocmit pentru localitatea Ocna Șugatag este prezentat pe larg în lucrarea "Date cu privire la exploatările timpurii de sare din Maramureș".

## Salina Ocna Șugatag
La sfârșitul secolului al XIV-lea se trece la o exploatare permanentă a sării, în cadrul unor ocne organizate prin "Cămara Regală a Sării". Din 1489 este atestată existența ocnei Paul Silvestru si a grupului de mine Ana-Iuliana și Elisabeta, care aparțineau domeniului regal. Ocne propriu-zise de sare au apărut începând cu anul 1777. Datorită dezvoltării industriei de exploatare a sării, statul habsburgic a adus la Ocna Șugatag mineri specializati, germani, polonezi, maghiari și cehi.
Documente atestă funcționarea între anii 1799-1822 a ocnei Bogdan, între anii 1802-1853 a ocnei Mihai (unde sarea era mai curată), iar din anul 1921 a ocnei Dragoș.
În anul 1896 la Ocna Șugatag erau deschise un număr de 3 ocne (active sau inactive).
În anul 1950, datorită infiltrațiilor masive de apă dulce, ocnele au fost închise, pe locul lor formându-se apoi, în cursul timpului, lacuri sărate.

### Tehnica de deschidere în trecut a ocnelor de sare
Înainte de deschiderea unei noi ocne de sare în Ardeal și Maramureș, se făceau deobicei foraje de explorare. Dacă până la adâncimea de 36 m (18 Klafter = 18 stânjeni) nu se intercepta sarea, se renunța la proiect, din cauza adâncimii prea mari a puțurilor. Ideal era ca solul să aibă o grosime de max. 10-12 m (5-6 stânjeni). La un rezultat pozitiv al primului foraj, se executa un al doilea, la o distanță de 6 m (3 stânjeni) de primul, pentru stabilirea exactă a grosimii stratului acoperitor deasupra celui de al doilea puț. Al doilea puț se amplasa preferențial la aceeași cotă cu primul sau cu max. 4-6 m (2-3 stânjeni) diferență de nivel față de primul puț. Un puț era rezervat pentru intrarea și ieșirea minierilor din ocne (cu ajutorul unor frânghii de cânepă), iar celălalt puț pentru extragerea sării din subteran. Puțurile se săpau cu profil patratic, fiecare latură având 2,8 m (9 pași; 1 pas = 0,3 m) până la o adâncime de 4 m (2 stânjeni) sub contactul steril-sare, după care se lărgea treptat pe următorii 4 m (2 stânjeni), cu profil tot patratic. Aici se făcea așa-numitul “fundament”, din bârne de lemn incastrate în sare, pe care se sprijinea întregul puț. Apoi se arma puțul, de jos în sus, la început cu un amestec de argilă, pleavă și lână de oaie (pentru impermeabilizarea pereților), după care cu bârne (grinzi) de lemn. Grosimea armăturilor era de 0,3 m (1 pas), astfel ca profilul efectiv al puțului se reducea în final de la 2,8 x 2,8 m la 2,5 x 2,5 m. De la nivelul steril-sare în jos pereții se căptușeau cu piele de bivol, care împiedeca contactul direct al apei cu pereții de sare. Apa care picura totuși în mină era captată și scoasă la suprafață. De la nivelul “fundamentului” în jos se săpa cu profil tot mai lărgit, conic, așa că după alți cca 8 m (4 stânjeni) cele 2 puțuri alăturate se uneau. De aici, mina lua o formă conică-ogivală cu secțiunea pe cât posibil circulară (care nu se realiza practic decât rar). Mina se declara gata pentru exploatare numai după ce un agent al administrației salinei, stând pe un bulgăre de sare în mijlocul ocnei, nu mai putea atinge tavanul ocnei cu ciocanul. Din acest moment, salariul tăietorilor de sare scădea de la 4,5 creițari (4,5 Kreuzer) pentru fiecare bloc de sare, la obișnuitul tarif de 1,5 creițari. Ocna era dată atunci oficial în funcțiune, primind totodată un nume. Costurile de deschidere ale unei ocne de sare se ridicau deobicei la peste 5.000 florini (guldeni) de argint.

## Stațiune balneară
Datorită izvoarelor minerale clororosodice și lacului sărat (format prin prăbușirea unor mine vechi de exploatare a sării), localitatea Ocna Șugatag este și stațiune balneară.

## Obiective turistice
- Rezervația naturală “Pădurea Crăiasca” având suprafața de 44 ha și care se află la o altitudine medie de 485 m. Aici se găsesc câteva din cele mai impresionante exemplare de gorun din țară (din subspecia Stejar de Ronișoara) precum și zadă (larice) un conifer cu frunze căzătoare.

## Demografie
La recensământul din 1930 au fost înregistrați 1.568 locuitori, dintre care 890 maghiari, 480 români, 169 evrei, 18 germani, 10 poloni și 1 rutean. Sub aspect confesional populația era alcătuită din 933 romano-catolici, 436 greco-catolici, 160 mozaici, 17 ortodocși, 12 reformați și 1 luteran.

## Personalități locale
- Marga Barbu (1929-2009), actriță de teatru și film (seria Haiducii, Bietul Ioanide, Comoara din Carpați etc.).
- Marin Slujeru (n. 1954), poet. Vol. Pauza de lectură (1999), Tresăriri (2002), Târziu în iunie (2003) etc.
- Iuliu Ardelean (1888 - ?), deputat în Marea Adunare Națională de la Alba Iulia 1918

## Galerie de imagini

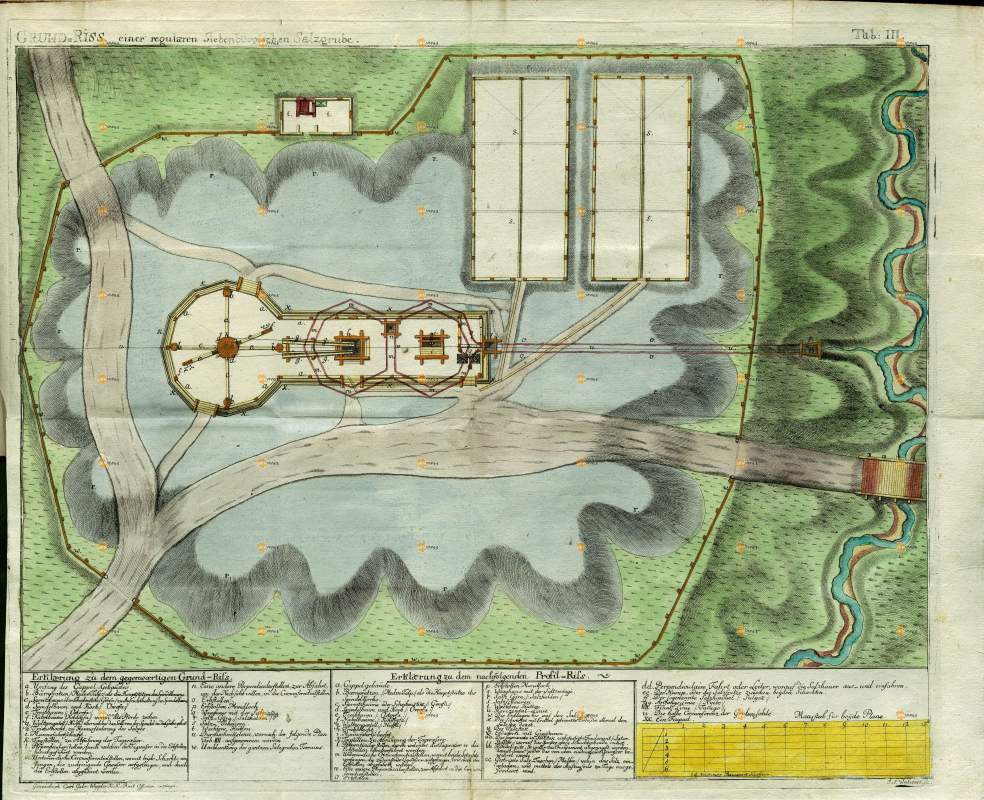
Planul unei ocne vechi de sare din Transilvania şi Maramureş (după Johann Fichtel, 1780)
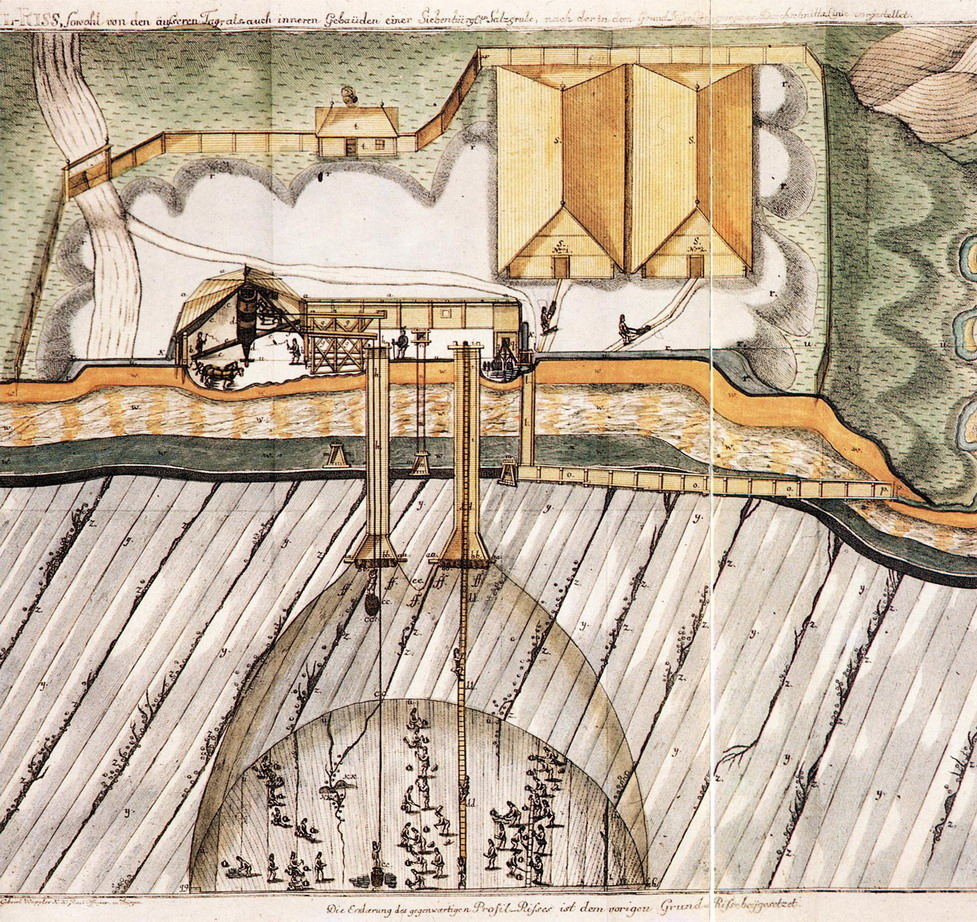
Secţiune schematică printr-o ocnă veche de sare din Transilvania şi Maramureş (după Johann Fichtel, 1780)
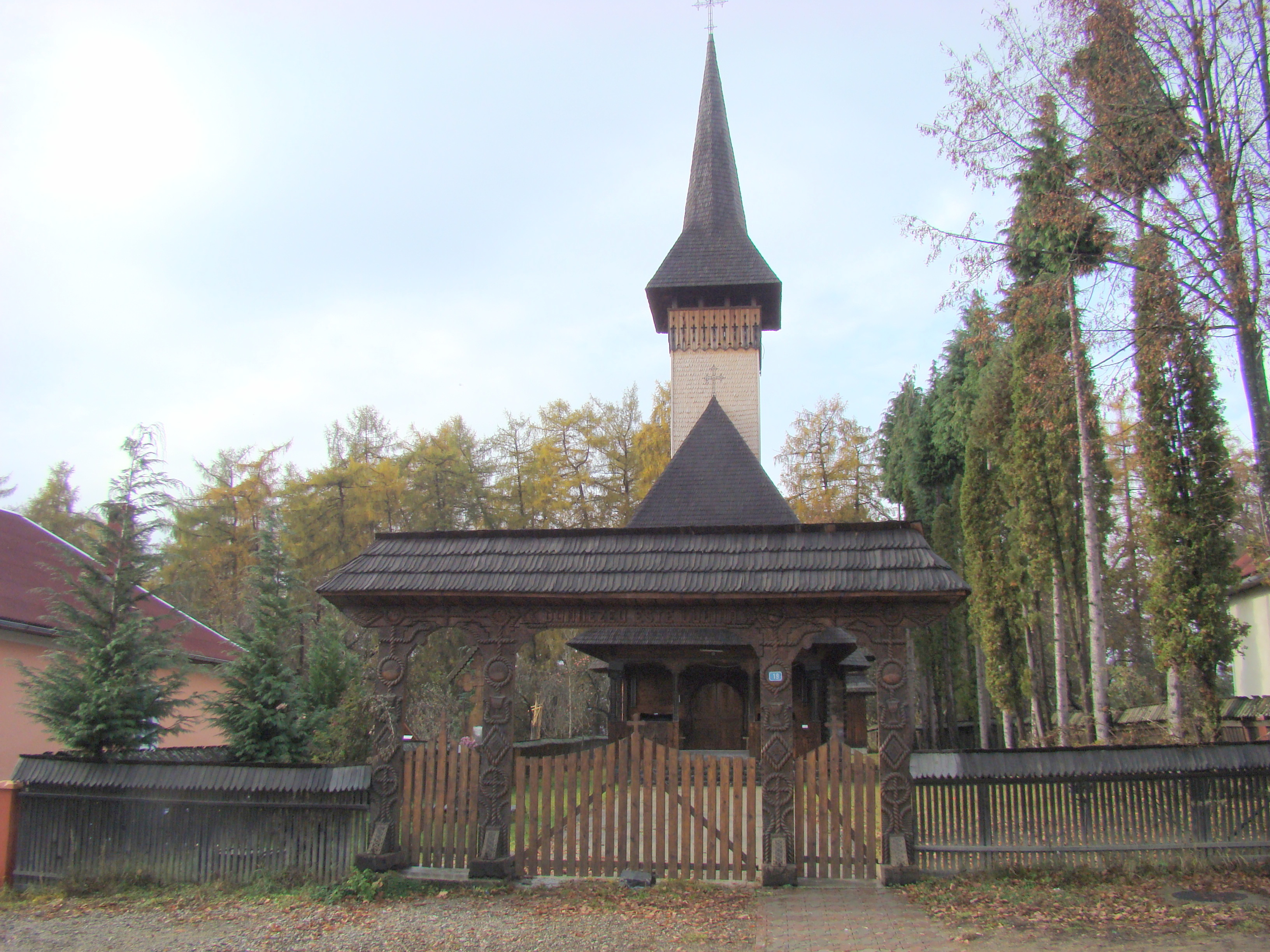
Biserica de lemn din Ocna Şugatag
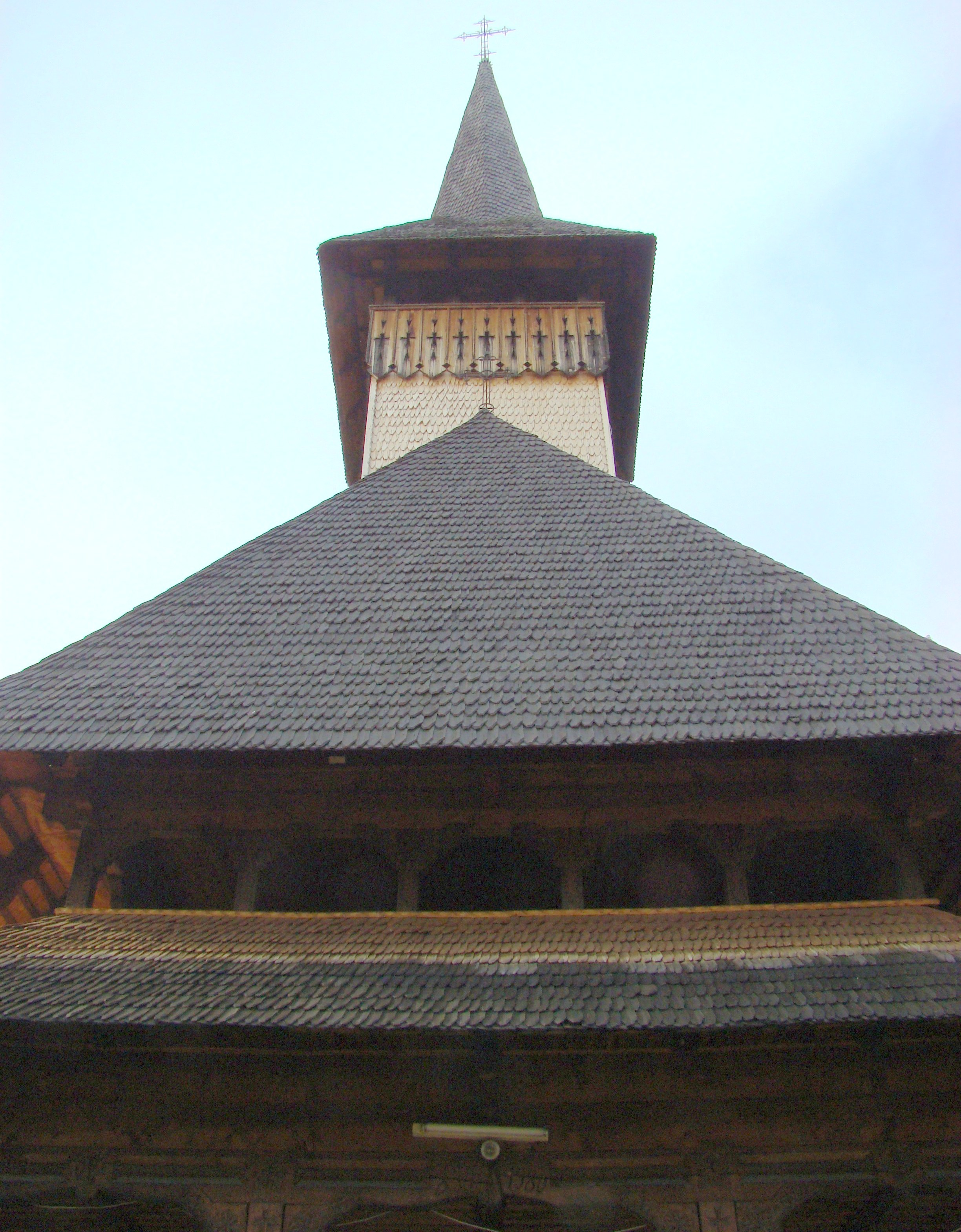
Biserica de lemn din Ocna Şugatag
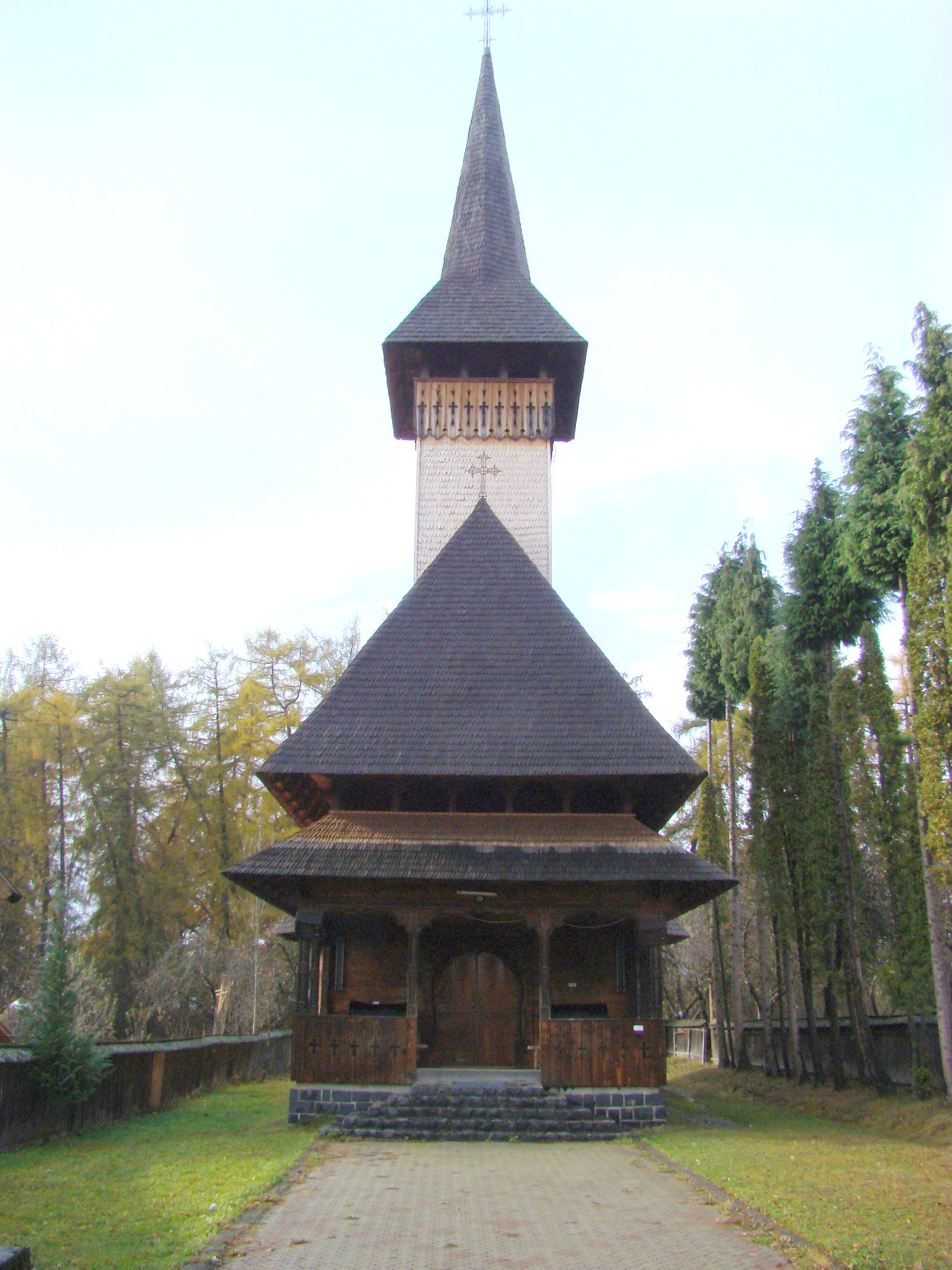
Biserica de lemn din Ocna Şugatag
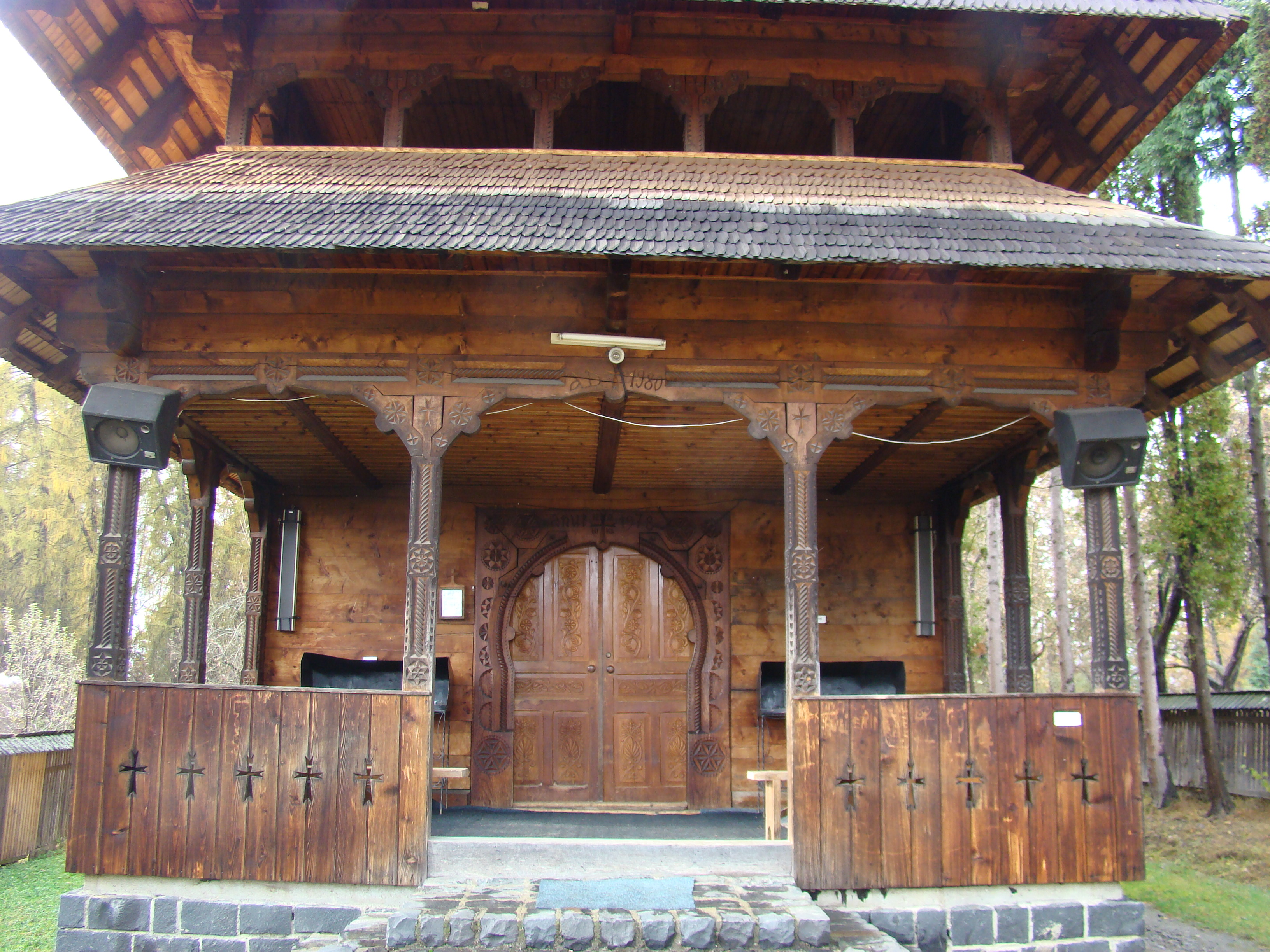
Biserica de lemn din Ocna Şugatag
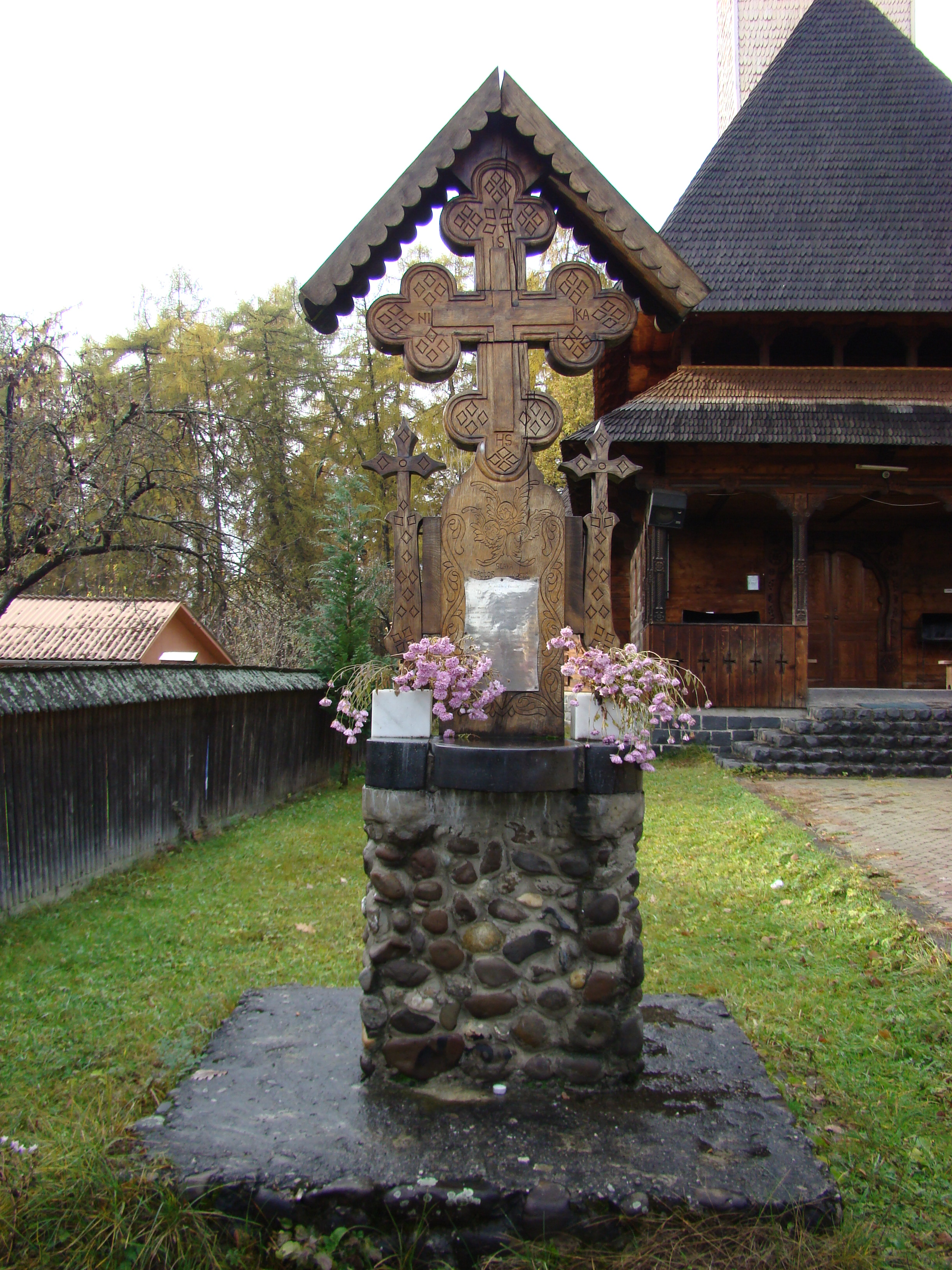
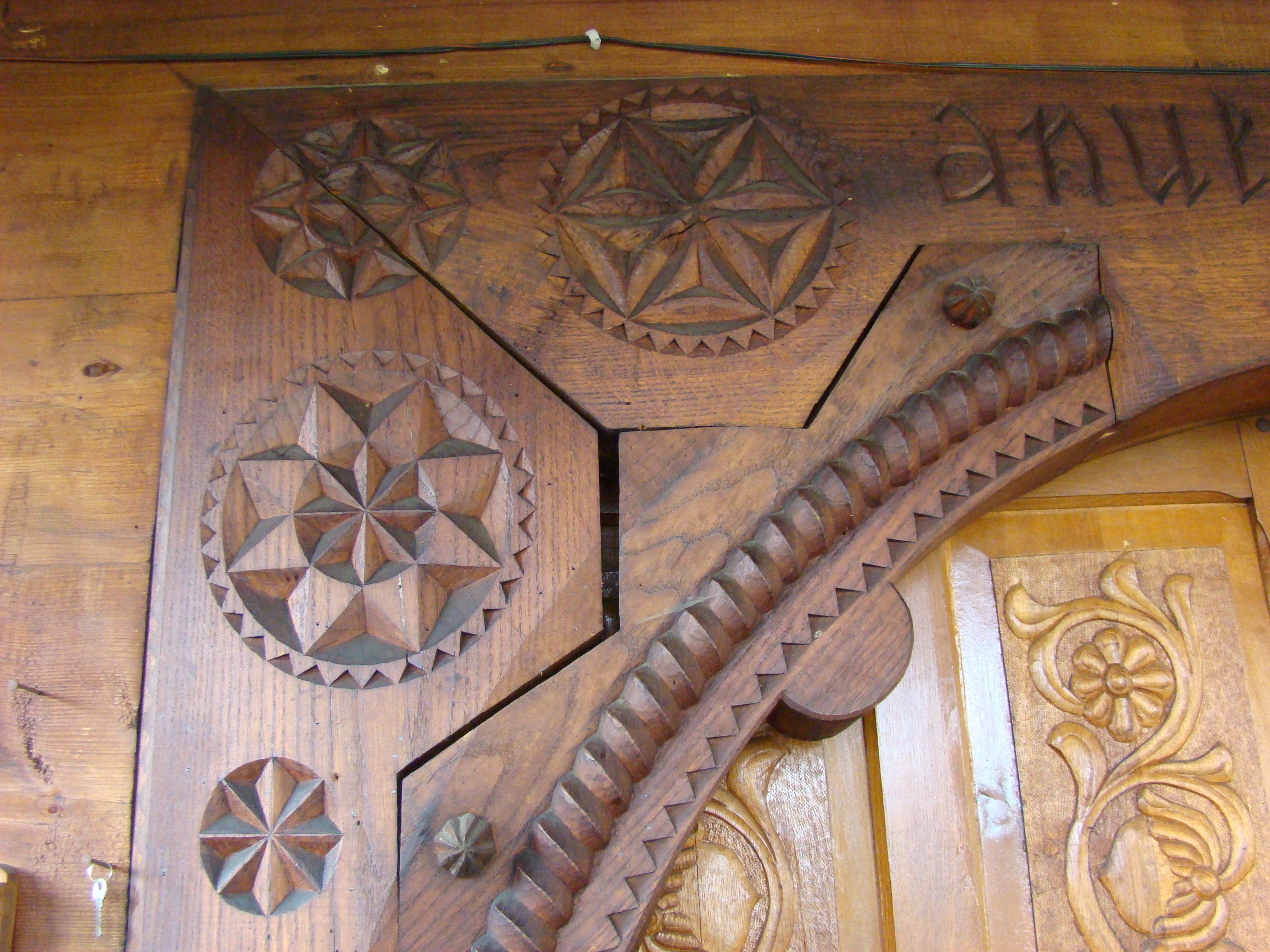
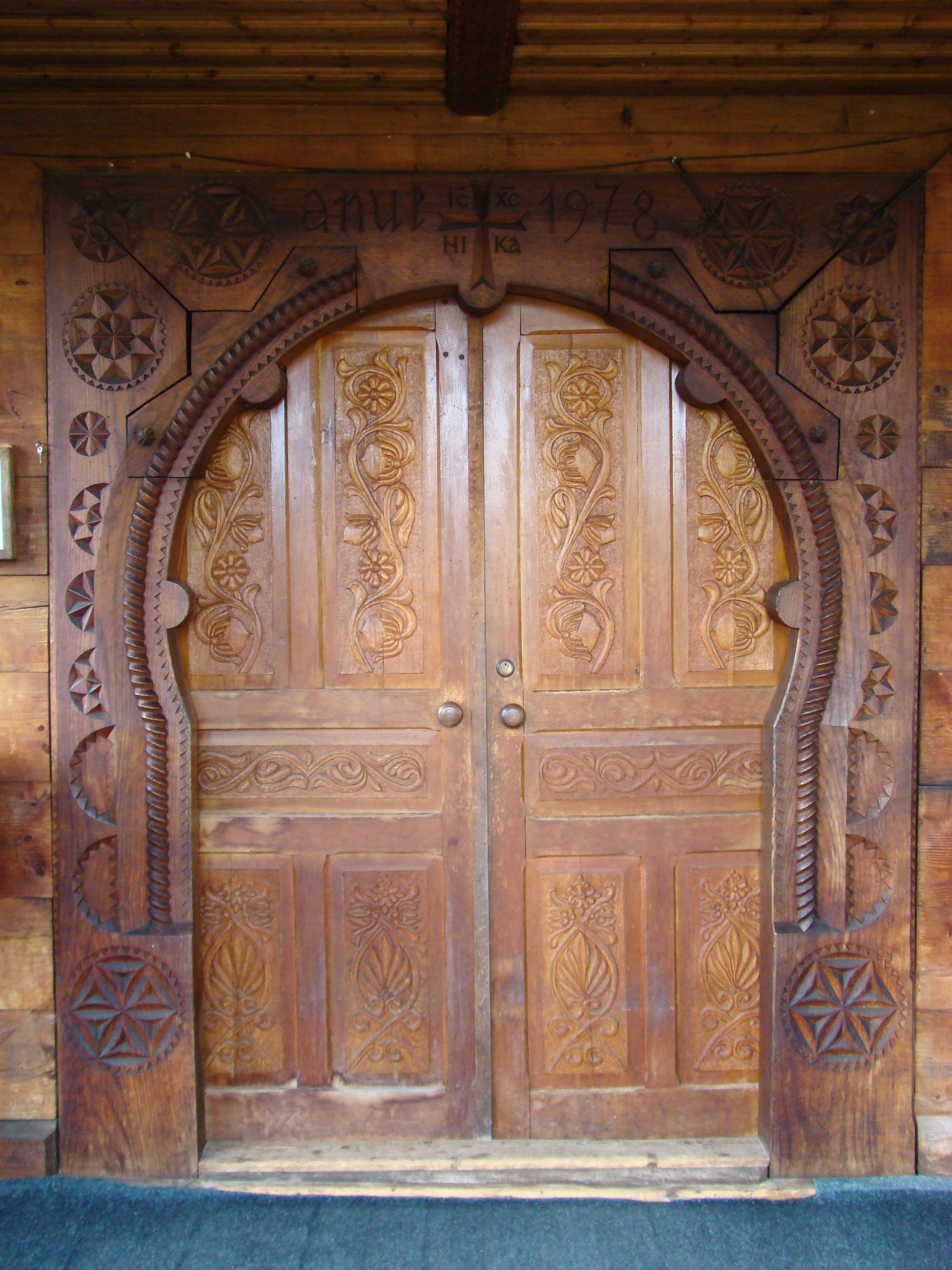
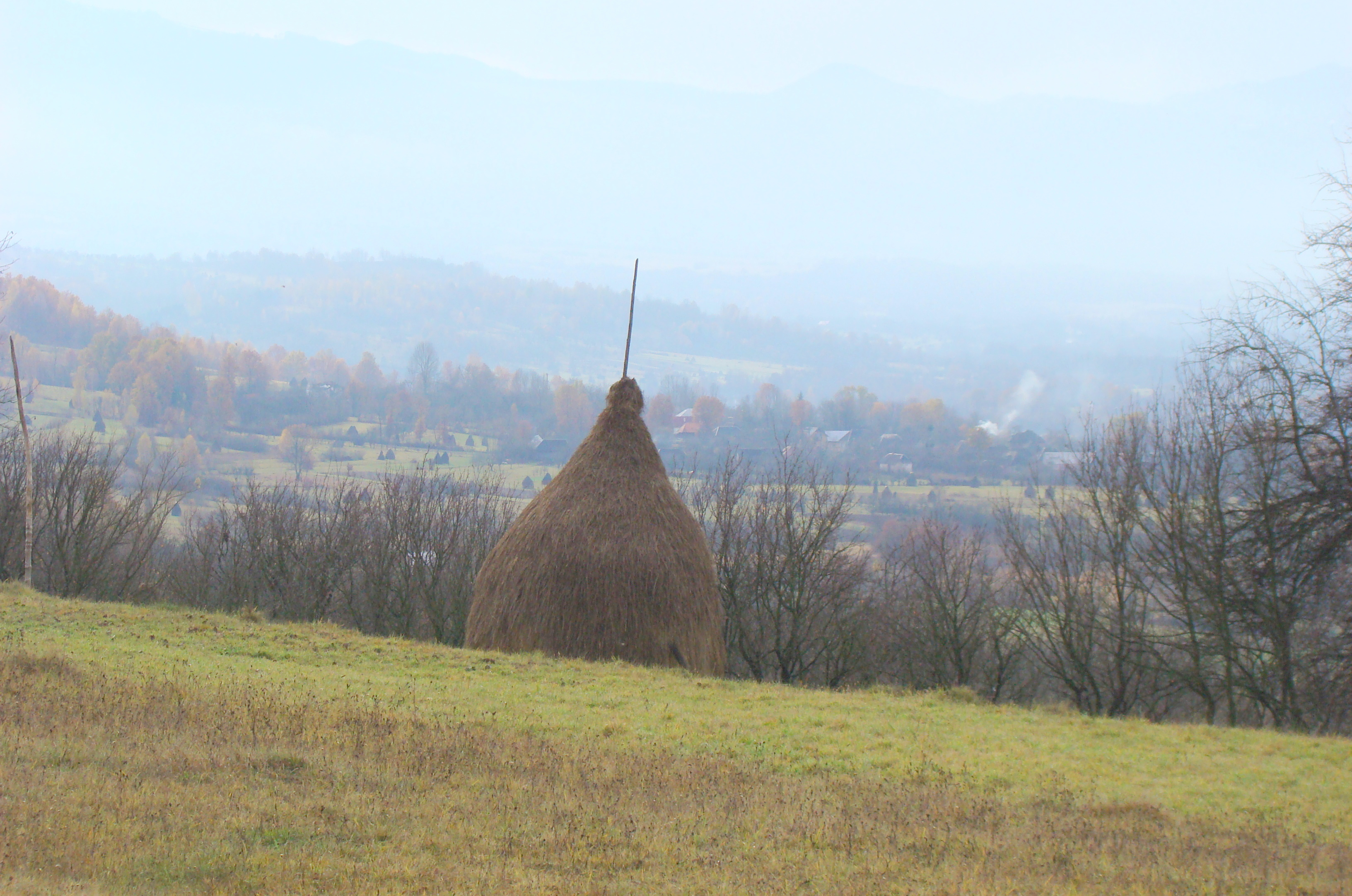
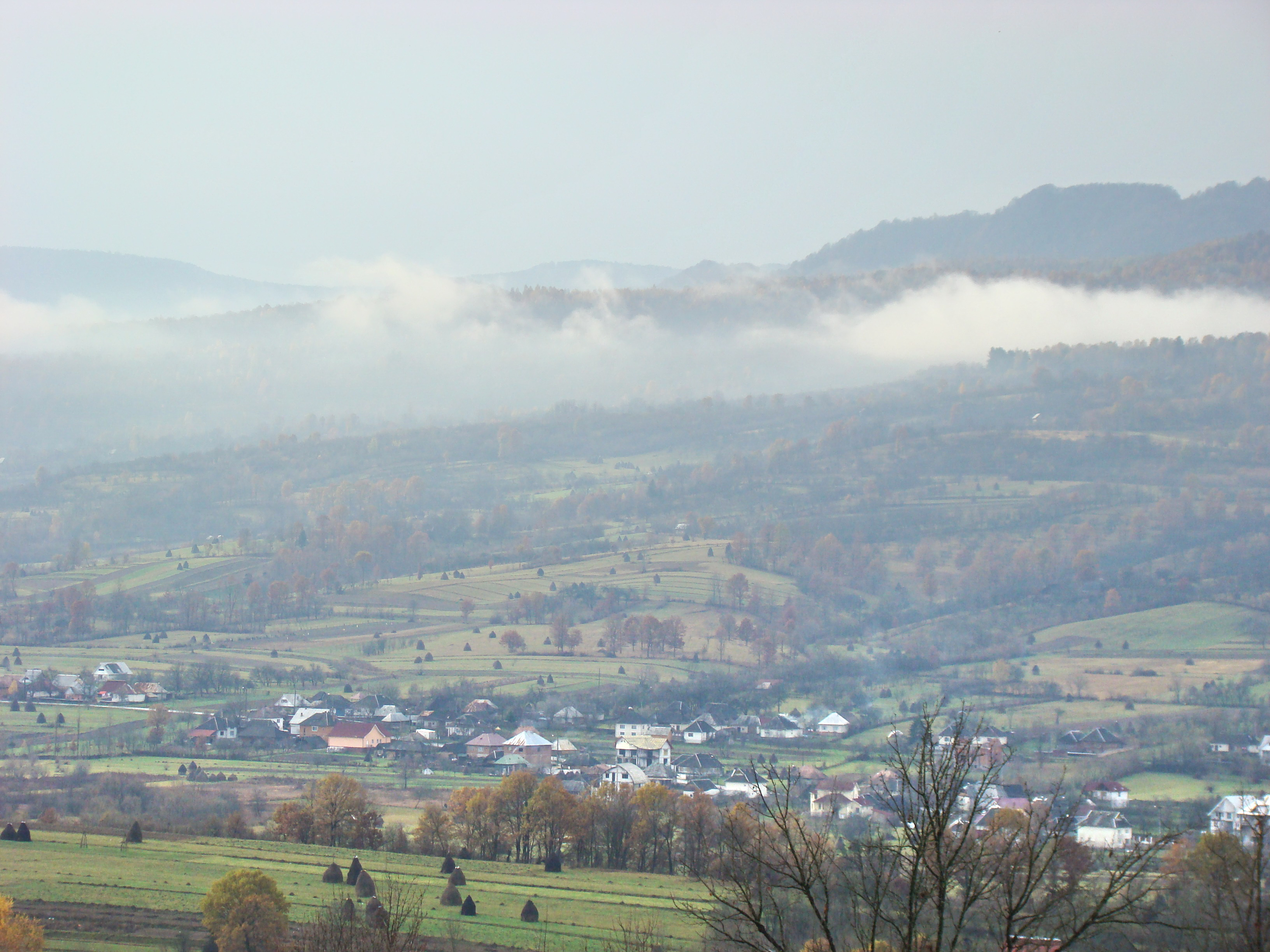
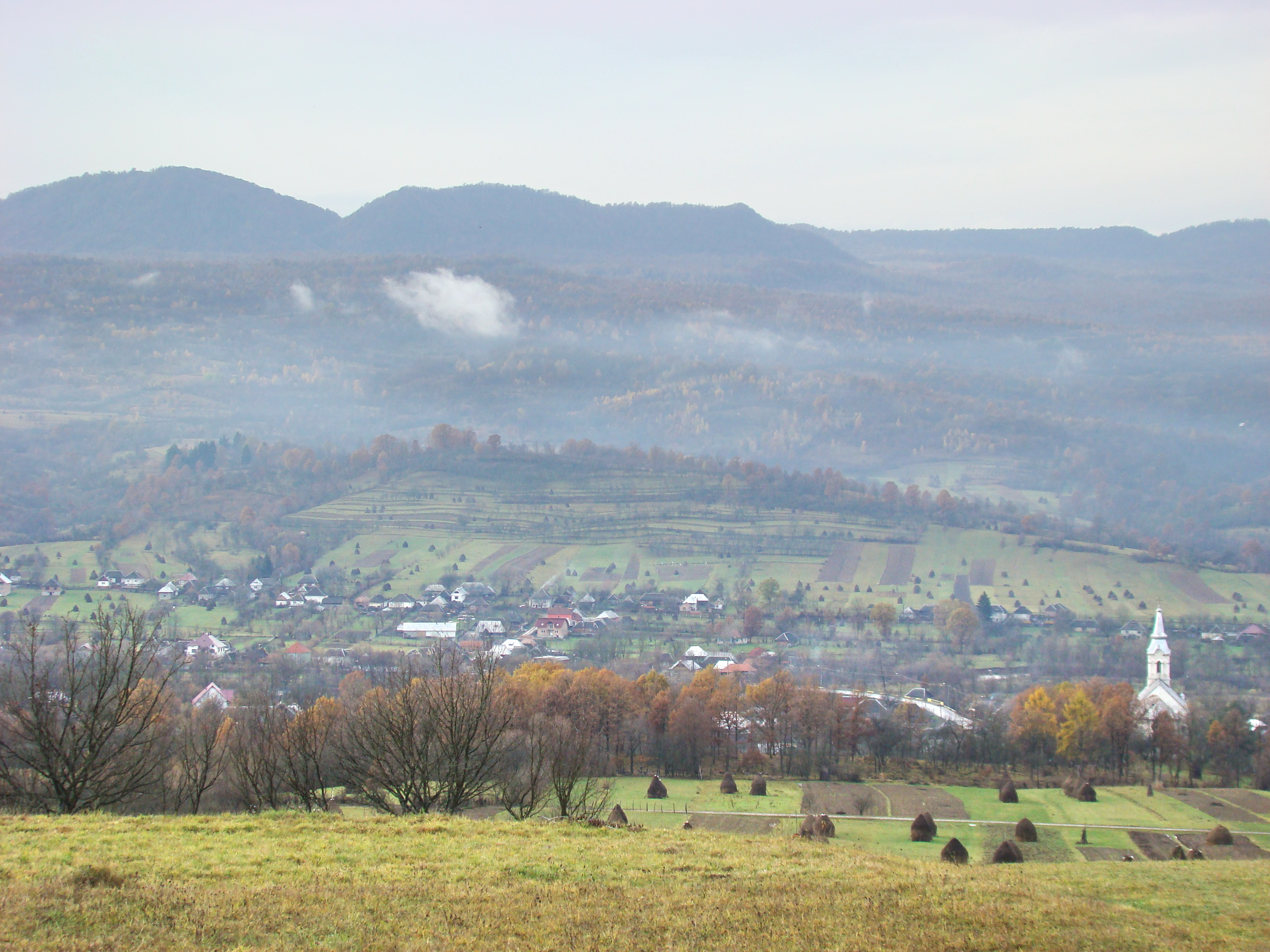
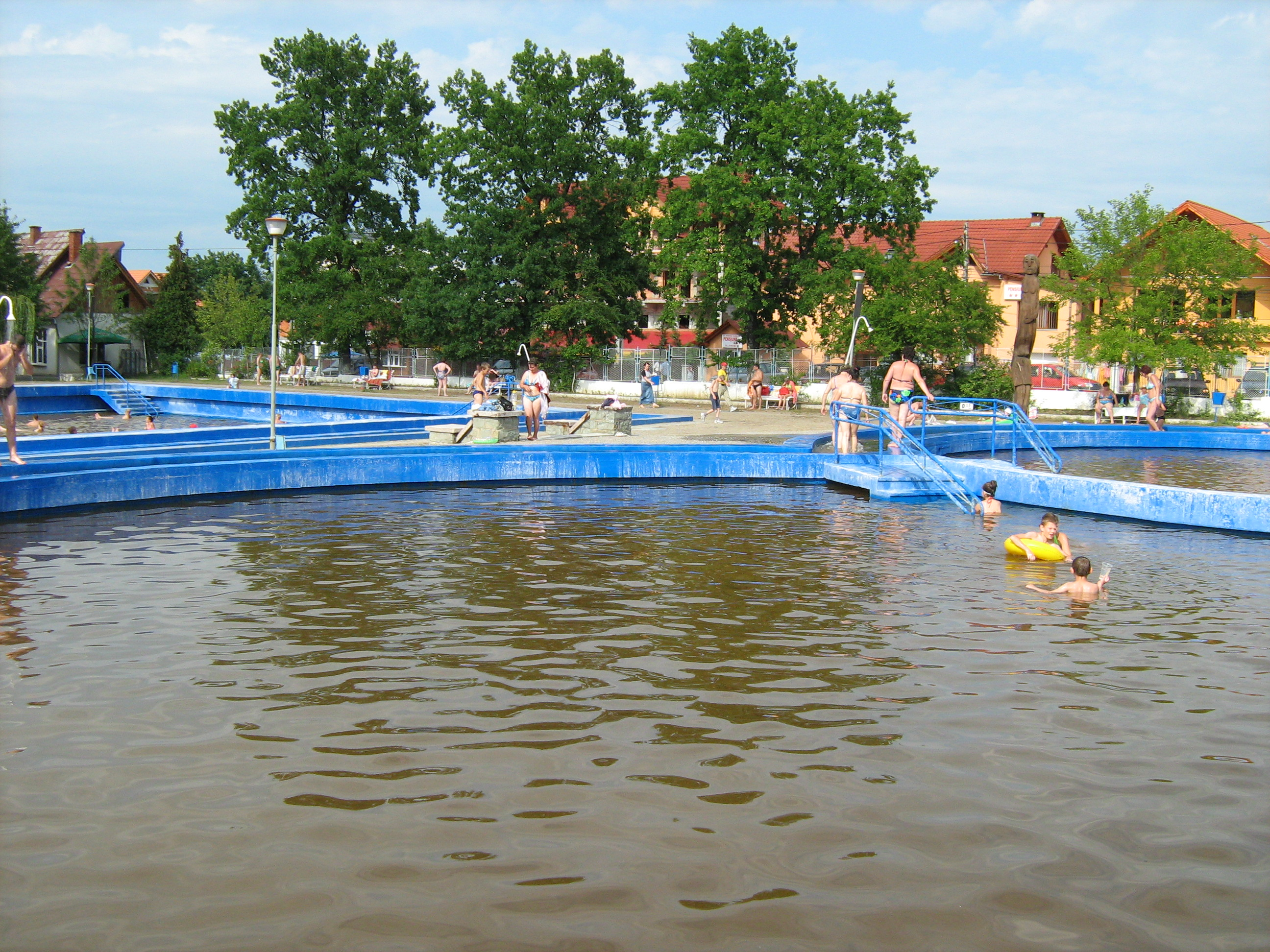
Băile noi